# Arnold Schönberg
Pour les articles homonymes, voir Schönberg.
Œuvres principales
- La Nuit transfigurée
- Gurre-Lieder
- Pelléas et Mélisande
- Erwartung
- Pierrot lunaire
- Cinq Pièces pour orchestre
- Von heute auf morgen
- Moses und Aron

Arnold Schönberg, ou Arnold Schoenberg (/ˈaʁ.nɔlt ˈʃøːn.bɛɐ̯k/ ) est un compositeur, peintre et théoricien autrichien né le 13 septembre 1874 à Vienne, et mort le 13 juillet 1951 à Los Angeles. Deux siècles après Jean-Sébastien Bach et Jean-Philippe Rameau, qui avaient posé les fondements de la musique tonale, il chercha à émanciper la musique de la tonalité et inventa le dodécaphonisme, qui aura une influence marquante sur une part de la musique du XXe siècle.

## Biographie
Arnold Schönberg est né au sein d’une famille juive ashkénaze de la classe moyenne à Leopoldstadt à Vienne (anciennement un ghetto juif). Son père Samuel, né à Szécsény en Hongrie, qui déménagea à Pozsony (en français Presbourg, faisant alors partie du royaume de Hongrie, aujourd'hui Bratislava en Slovaquie) puis à Vienne, était propriétaire d'un magasin de chaussures et sa mère, Pauline Schönberg (née Nachod), native de Prague, enseignait le piano.
Il fut avant tout autodidacte. Il reçut uniquement des leçons de contrepoint de celui qui devint son premier beau-frère, le compositeur Alexander von Zemlinsky. Il fonda avec ses élèves Alban Berg et Anton Webern la Seconde école de Vienne, avant de s'installer à Berlin pour y enseigner la musique. Pédagogue et théoricien de réputation mondiale, Schönberg eut pour autres élèves notamment Hanns Eisler, Egon Wellesz, Otto Klemperer, Theodor Adorno, Viktor Ullmann, Winfried Zillig, Nikos Skalkottas, Josef Rufer, Roberto Gerhard et John Cage avec lequel il entretenait une relation très amicale.

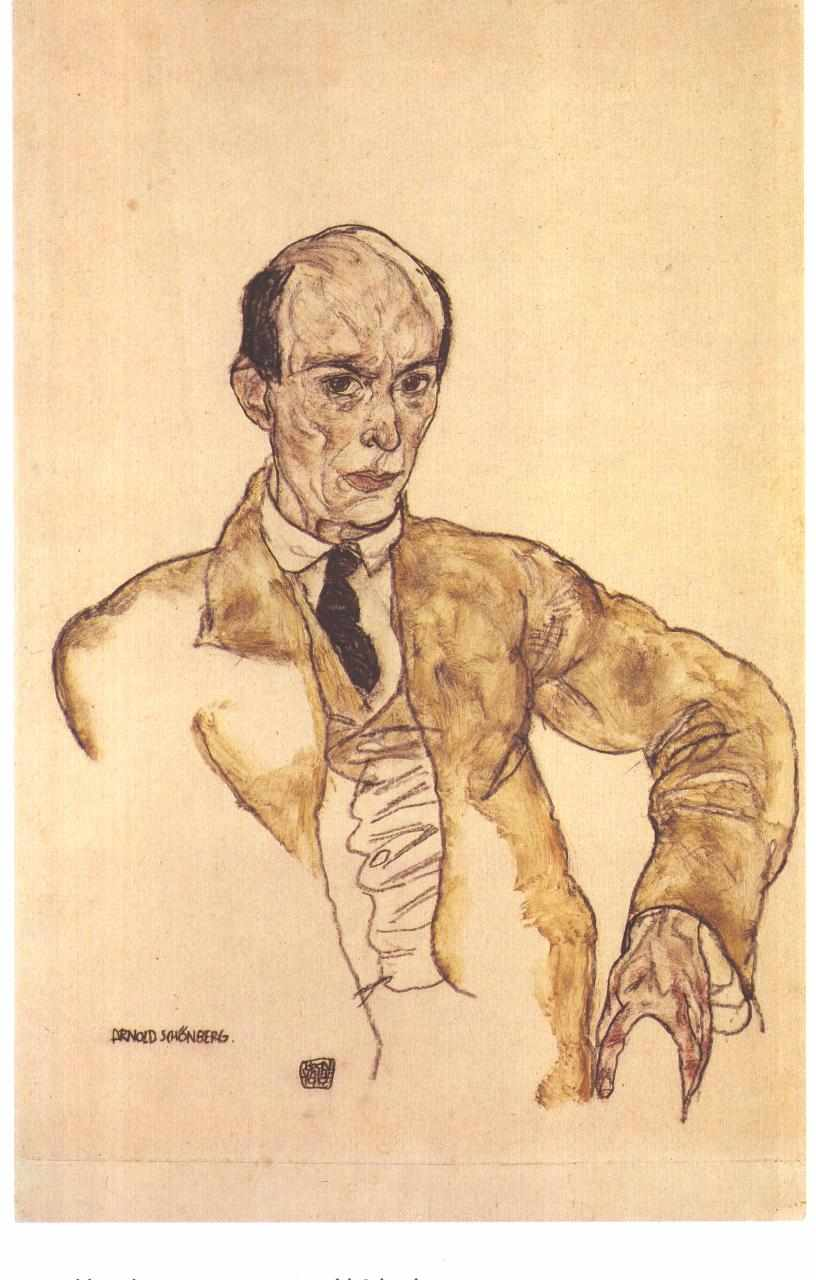
A. Schönberg par Egon Schiele, 1917

Ses premières œuvres témoignent de son admiration pour Richard Wagner et Richard Strauss, et s'inscrivent dans la continuité de leur langage romantique et post-romantique. Il écrit pour des ensembles variés, allant de petits ensembles de musique de chambre (La Nuit transfigurée, pour sextuor à cordes (1899) ou le Quatuor à cordes n° 1 (1905)) à des ensembles symphoniques très larges (Gurrelieder, cantate profane en deux parties pour chœurs, solistes et grand orchestre (1900-1911) ; Pelléas et Mélisande pour grand orchestre (1905)). Par la suite, au terme d'une profonde évolution — dont les étapes principales sont le Quatuor à cordes no 2, 1908, avec sa partie pour soprano dans le dernier mouvement, sur un poème approprié de Stefan George affirmant « je respire l'air d'autres planètes » ; les Cinq Pièces pour orchestre, 1909 ; les Six petites pièces pour piano, 1911 — il élimine les relations tonales et élabore le mode de déclamation du « Sprechgesang » (« chant parlé ») avec Pierrot lunaire pour soprano et cinq instruments solistes en 1912. Cette composition l'établit définitivement en tête des compositeurs les plus influents de son temps. Igor Stravinsky (Trois poésies de la lyrique japonaise) et Maurice Ravel (Trois poèmes de Mallarmé) l'imitent, Darius Milhaud le fait jouer à Paris et Ernest Ansermet à Zurich, tandis que l'Europe musicale se divise en atonalistes et anti-atonalistes. Ces derniers perturbèrent le concert du 31 mars 1913 (qui fut appelé par la suite « Skandalkonzert ») qui ne put aller à son terme. La première audition du Sacre du Printemps de Stravinsky, à Paris, en mai de la même année, donna lieu à une « bataille » tout aussi célèbre (comme l'avait été celle d'Hernani, drame de Victor Hugo, en 1830). Certains opposants demandèrent également le renvoi de Schönberg de sa chaire de professeur.
Patriote autrichien dans l'âme (et plus tard nostalgique de l'empire des Habsbourg), il se porte, malgré son âge relativement avancé, volontaire durant la Première Guerre mondiale et sert à l'arrière. Cet engagement lui vaudra l'animosité de Claude Debussy, tout aussi patriote que lui, mais du bord opposé.
Recherchant de plus en plus le systématisme de la construction musicale dans l'esprit du classicisme du XVIIIe siècle, tel que synthétisé par Johannes Brahms, mais dans une expression moderne, il inaugure en 1923 une technique de composition fondée sur la notion de série qui le place à l’avant-garde du mouvement musical : Suite pour piano (1923), Quatuor à cordes nº 3 (1927), Variations pour orchestre (1928), Moses und Aron (Moïse et Aaron, opéra inachevé, 1930-1932). Durant un séjour à Barcelone en 1929 où il vit dans le quartier de Vallcarca près du parc Güell, il compose le premier des deux Morceaux pour piano, op. 33a.

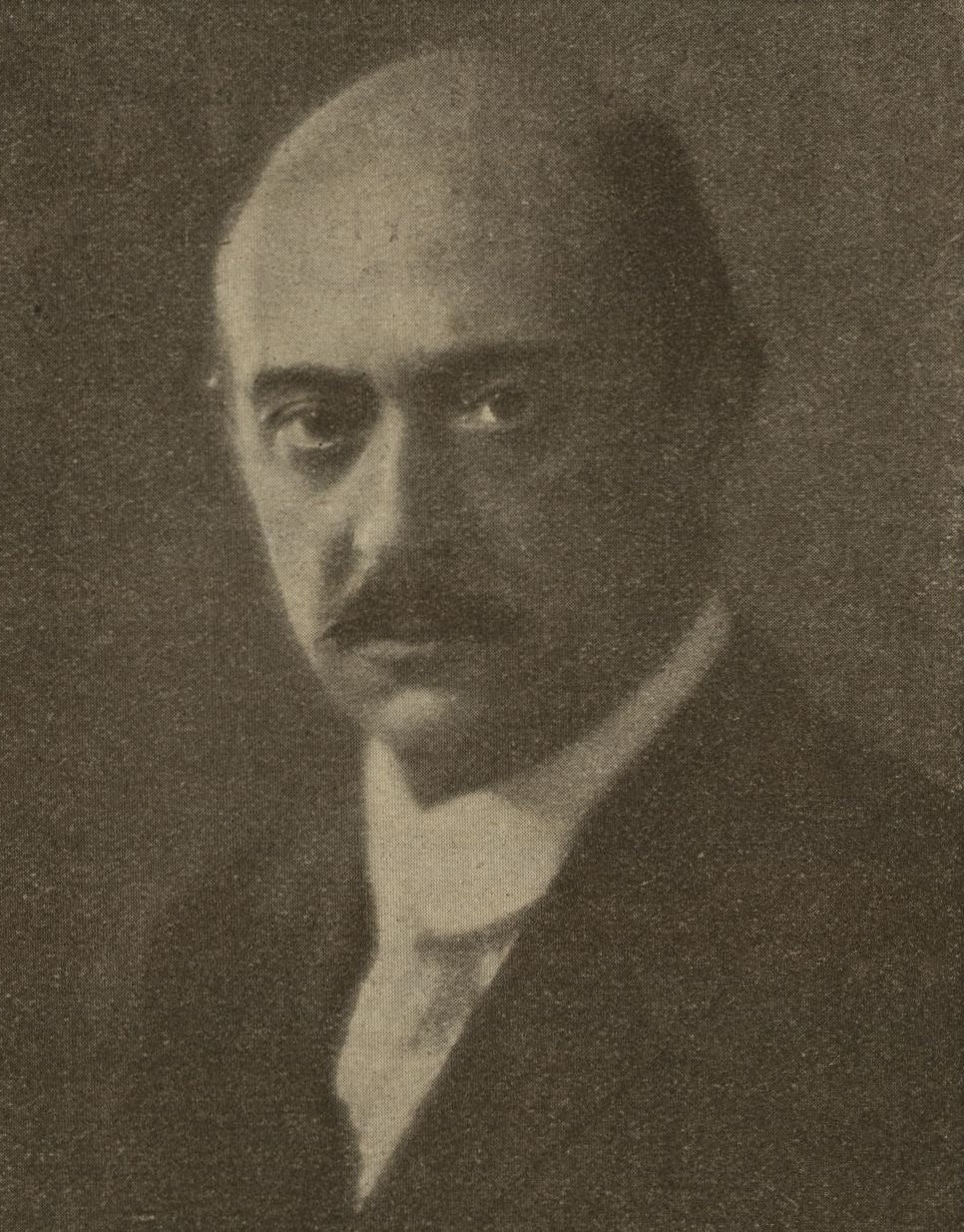
A. Schönberg en 1928.

Après l'accession d'Adolf Hitler au pouvoir en Allemagne et avec la promulgation de la « Loi allemande sur la restauration de la fonction publique du 7 avril 1933 », Schönberg doit démissionner de ses activités, notamment des classes de composition qu'il donne à l'Académie prussienne des arts. Considéré par le régime nazi comme « dégénéré », il est contraint de quitter l'Allemagne. En 1938, il fait l'objet d'une section entière (intitulée « Schönberg et les théoriciens de l'atonalité ») au sein de l'exposition Musique dégénérée, organisée à Düsseldorf par les partisans d'Alfred Rosenberg. Dans le catalogue de l'exposition qui paraît la même année, le commissaire de l'exposition Hans Severus Ziegler écrit : « L’atonalité, en tant que résultat de la destruction de la tonalité, représente un exemple de dégénérescence et de bolchevisme artistique. Étant donné, de plus, que l’atonalité trouve ses fondements dans les cours d’harmonie du Juif Arnold Schönberg, je la considère comme le produit de l’esprit juif ».
En 1933, après un court séjour en France, Schönberg est à New York, ainsi qu'à Boston où il enseigne au Malkin Conservatory. Une année plus tard, il déménage et s'établit définitivement à Los Angeles où il développe un dodécaphonisme « classique » : Concerto pour violon (1936), Ode to Napoleon Bonaparte pour baryton, Quatuor à cordes et piano (1942), Concerto pour piano (idem), Trio pour cordes (1946), Un survivant de Varsovie (oratorio dramatique, 1947).
En 1944, il est mis à la retraite par l'Université de Californie où il enseignait depuis 1936, ce qui le pousse à donner des cours particuliers. En parallèle, il écrit des œuvres qui démontrent son intérêt pour un retour à une forme de tonalité : achèvement de la Seconde « Symphonie de chambre » (Kammersinfonie, commencée en 1906, terminée en 1939), composition d'œuvres vocales d'inspiration religieuse juive (Kol Nidre 1938, Psaume 130 et Psaume moderne — moderner Psalm — 1950).
Le 2 août 1946, le compositeur faillit mourir d'un arrêt cardiaque à la suite d'une violente crise d'asthme et s'en sort grâce à une injection médicamenteuse.
Vivant dans un certain dénuement, Schönberg continue d'enseigner jusqu'à sa mort. C'est à des mécènes comme Elizabeth Sprague Coolidge et à des musiciens comme Leopold Stokowski, le pianiste Eduard Steuermann ou encore le violoniste et beau-frère du compositeur Rudolf Kolisch que nous devons les commandes de la plupart de ses œuvres de la période américaine.
Bien qu'installé à seulement quelques pâtés de maisons de Stravinsky, Schönberg, qui le détestait, car il le jugeait futile, refusait obstinément de le voir ou même d'entendre parler de lui. Stravinsky le lui rendait bien, mais ne s'opposa plus à ses théories après sa mort, et sut lui rendre hommage. 

### Famille

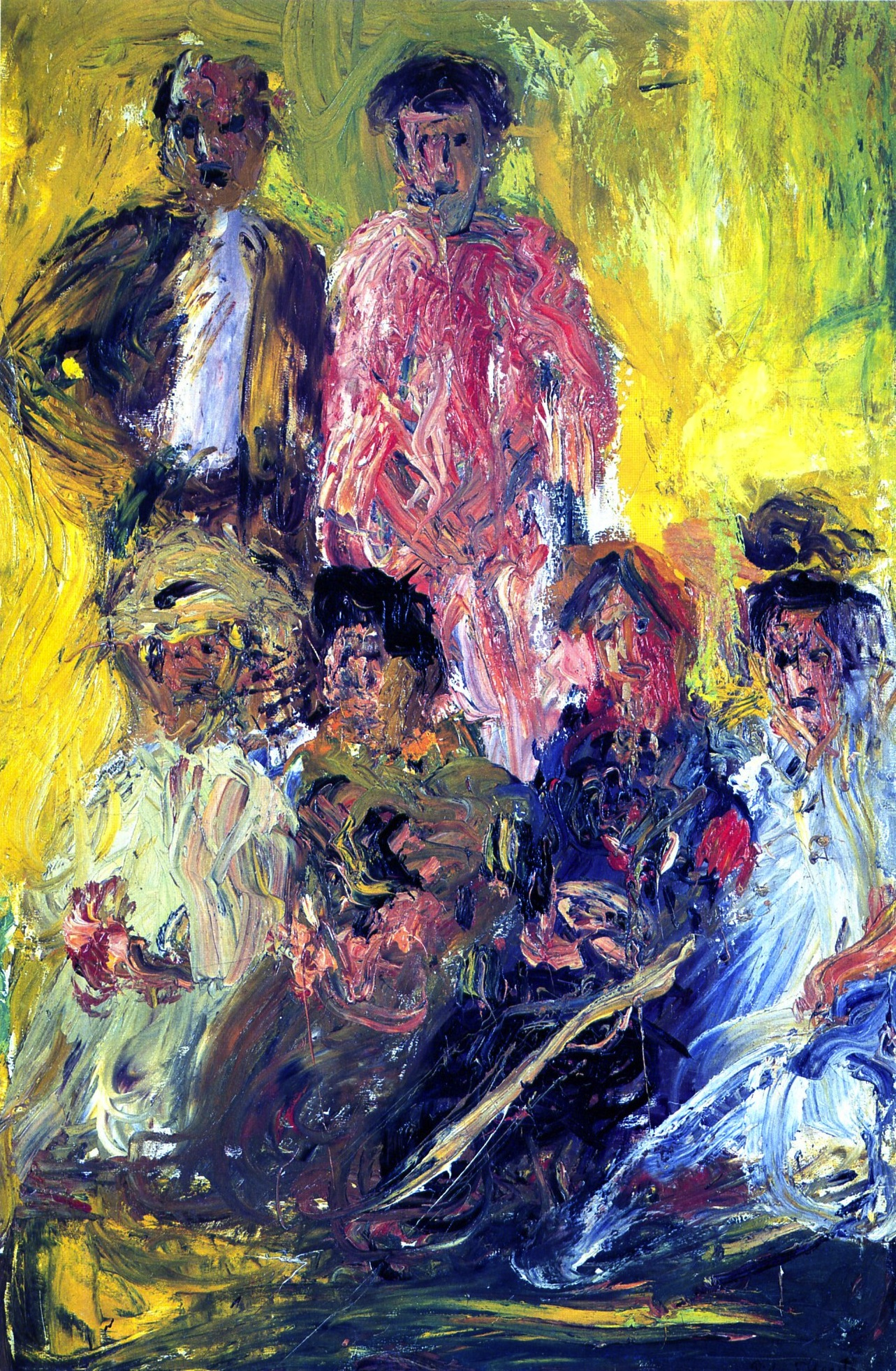
La famille Schönberg (1907) par Richard Gerstl.

Arnold Schönberg se maria deux fois. En octobre 1901, il épousa Mathilde Zemlinsky, sœur d'Alexander von Zemlinsky, avec qui il eut deux enfants, Gertrud (1902–1947) et Georg (1906–1974). Le peintre et ami de Schönberg Richard Gerstl entretint une relation amoureuse avec Mathilde Schönberg. Après la découverte par Arnold Schönberg de la relation adultérine, Richard menace de se donner la mort. Le couple Schönberg décide de rester ensemble pour les enfants ; le 4 novembre 1908, Richard Gerstl se pend devant un miroir. Mathilde Schönberg mourut en octobre 1923.
En août 1924, Schönberg épousa Gertrud Kolisch (1898–1967), sœur de son élève, le violoniste Rudolf Kolisch. Ils eurent trois enfants :
- Nuria, née en 1932, qui deviendra l'épouse du compositeur italien Luigi Nono.
- Ronald , dont le fils E. Randol Schoenberg né en 1966 [7] est un avocat américain, notamment spécialiste dans la restitution de biens spoliés par les nazis.
- Lawrence, né en 1940, son père ayant alors soixante-six ans.

## De la rupture avec le système tonal au dodécaphonisme

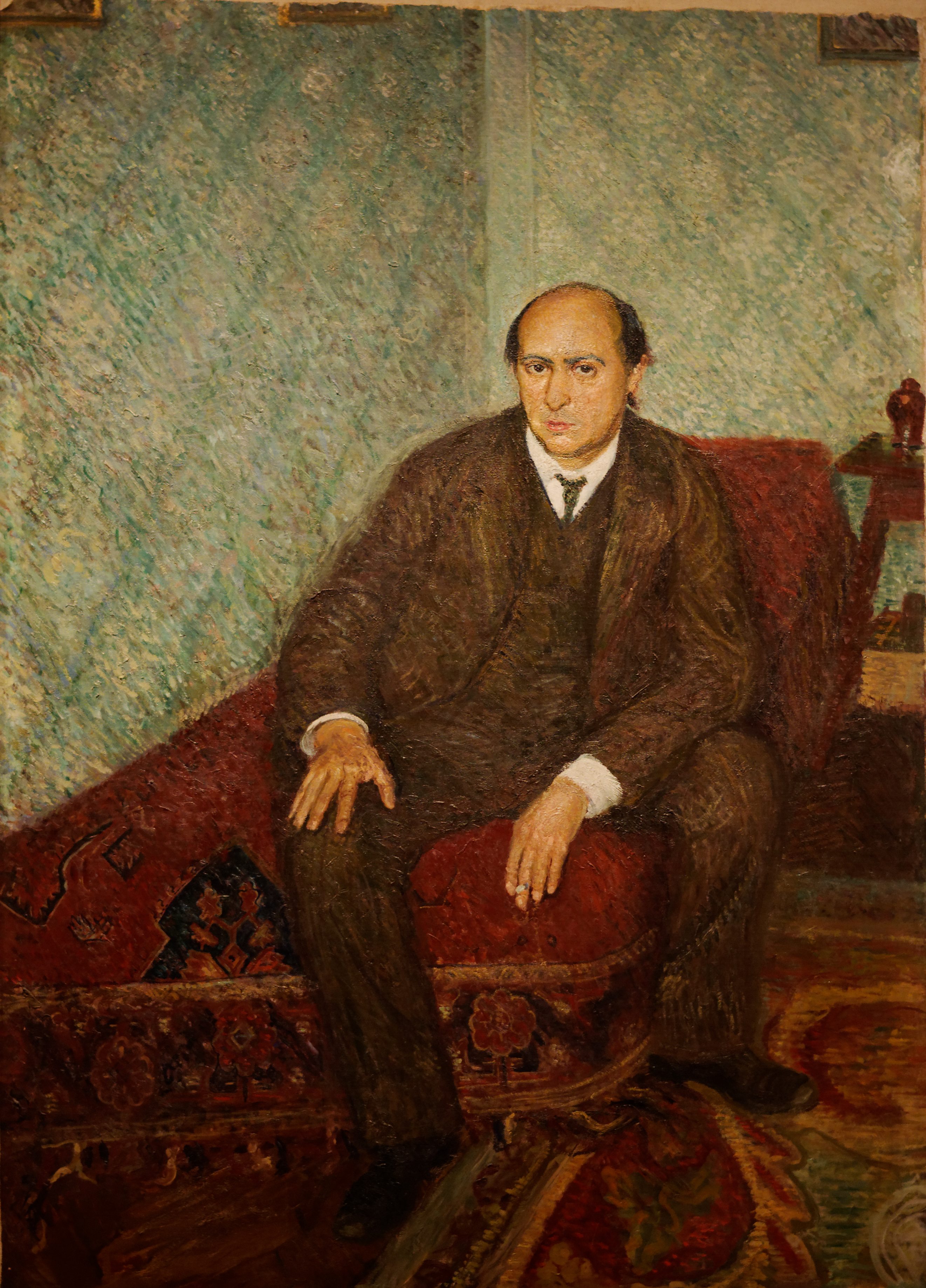
Portrait d'Arnold Schönberg par Richard Gerstl

C'est le musicologue et chef d'orchestre René Leibowitz qui a le plus fait pour introduire dans une France ravélienne et debussyste le système dit « de composition avec douze sons » (Schönberg refusait le terme « atonal »).
Au début de sa carrière, Schönberg est un compositeur très romantique, dépositaire d'une tradition musicale essentiellement germanique. C'est un admirateur inconditionnel de Wagner et de Brahms, de Mozart, de Beethoven et de Bach. Personne n'a peut-être mieux compris Brahms et Wagner que lui, deux prédécesseurs desquels il arrive à concilier les influences, ce qui semble à l'époque contradictoire.
Schönberg en est arrivé à créer son système au terme d'une analyse très personnelle de l'évolution de l'harmonie à la fin du romantisme où il voyait à l'œuvre des forces irrépressibles de désagrégation de la tonalité. Selon Schönberg, l'accumulation des modulations se succédant de plus en plus vite, l'usage croissant des appoggiatures, des notes de passage, des échappées, des broderies et autres notes étrangères à l'accord habituent l'auditeur à « supporter » des dissonances de plus en plus audacieuses.
Et de fait les premières œuvres de Schönberg, à savoir ses premiers lieder (évoquant Hugo Wolf), « La Nuit transfigurée », poignante, inquiétante et « tristanienne », ainsi que les gigantesques « Gurrelieder » et le déjà ambigu « Pelleas und Melisande »), comportent des passages très chromatiques où la tonalité semble déjà plus ou moins suspendue.
Le processus se poursuit avec le premier quatuor (1905), déjà « atonal » à l'oreille non exercée. La suspension des fonctions tonales est complète dans le second quatuor, op. 10 (1908).

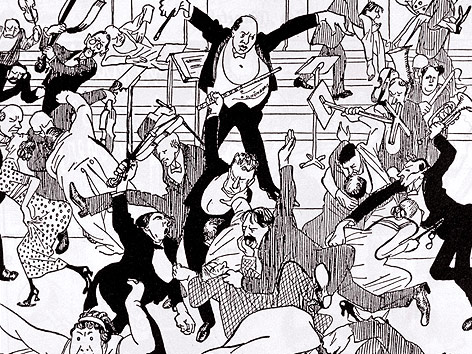
Caricature d'un concert du 6 avril 1913.

Il semble que Schönberg se soit alors trouvé à cette époque face à un redoutable problème artistique. La suspension de la tonalité avait déjà été tentée (même si Schönberg l'ignorait) par d'autres compositeurs (« Bagatelle sans tonalité » de Franz Liszt (1885) n'est que semi-atonale), mais Schönberg était arrivé à ce stade non par tâtonnements mais par un processus compositionnel très progressif et très contrôlé. Il ne pouvait plus reculer mais, en même temps, abolissant toutes les règles de l'écriture, il venait d'anéantir à la fois le contrepoint, l'harmonie et la mélodie, sans système « organiseur » alternatif. Que faire ?
Sans tonalité, les douze sons qui constituent notre système musical occidental n'ont plus de fonction définie : plus de degrés, donc plus de dominante, de sous-dominante, etc. Schönberg mit donc au point un système qu'il baptisa « Reihenkomposition », ou « composition sérielle », destiné, en fait, à organiser le chaos sonore qu'il redoutait de voir se substituer à la tonalité. Il décréta ainsi que tout morceau devrait être basé sur une « série » de douze sons, les douze sons de l'échelle chromatique : do, do dièse, ré, ré dièse, etc., jusqu'à si. L'on peut donc faire se succéder ces douze sons dans l'ordre que l'on veut (au gré de l'inspiration « sérielle »), et l'on ne doit pas répéter deux fois le même son. La série peut ensuite être utilisée par mouvement inverse, puis par miroir, être transposée, puis par fragment, et enfin sous forme d'agrégation. Tout le morceau découle donc d'une série préalablement établie, ce qui donne donc un cadre formel substitutif de la tonalité.
La première œuvre de Schönberg rigoureusement écrite selon ce principe est le « prélude de la Suite pour piano opus 25 » écrit en juillet 1921 et non comme il est coutume de l'annoncer la valse (dernière des « Cinq pièces pour piano op. 23 » écrite elle en février 1923). La série du prélude est : mi, fa, sol, ré bémol, sol bémol, mi bémol, la bémol, ré, si, do, la et si bémol.

## Schönberg et Hauer

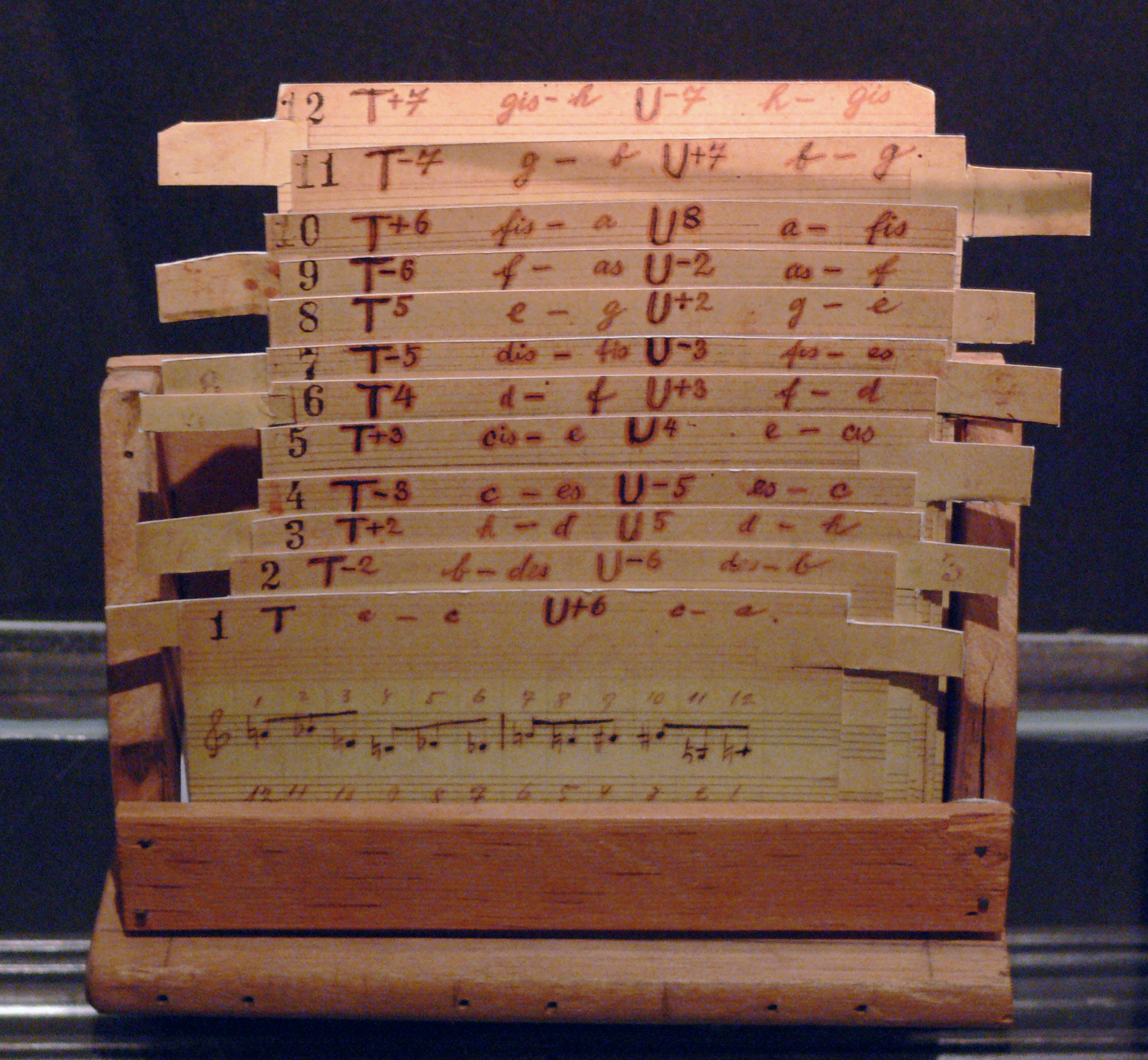
Composition dodécaphonique pour l'opéra Moïse et Aron

La question de la paternité de la dodécaphonie en tant que composition avec douze sons a longtemps été le sujet d'âpres disputes. Un contemporain et compatriote viennois de Schönberg, le compositeur Josef Matthias Hauer (1883-1959), avait en effet développé, à la même époque que lui, un système dont le rigorisme et le concept de base semblait en tous points similaire.
Schönberg et Hauer se connaissaient, se fréquentaient et, au début, s'estimaient assez pour tenter de concilier leurs deux méthodes qui se distinguaient tout de même par certains aspects (le système de Schönberg est plus flexible que celui de Hauer, qui, lui, ne permet la répétition de la série de base que dans le sens où celle-ci est écrite, et non pas également à l'envers — en crabe (Krebs) —, transposée d'un ton, etc.). Mais peu à peu, l'intransigeance méthodologique de Hauer, combinée au manque de reconnaissance qu'il expérimentait par rapport à son rival et aux élèves de celui-ci, le rendit assez amer pour que les deux hommes se séparassent. Hauer a longtemps revendiqué pour lui-même le rôle du garant d'un dodécaphonisme (Hauer n'utilisant pas de séries au sens strict) réellement orthodoxe. Alors que Schönberg n'avait jamais cessé de se tourner, dans l'image qu'il se faisait du rôle du compositeur, vers un passé qu'il idéalisait, Hauer annonce dans son radicalisme novateur certaines écoles « anti-schönbergiennes » des années 1970, notamment le minimalisme.
Quant au terme « dodécaphonisme », il a été utilisé pour la première fois par René Leibowitz.

## Schönberg et le judaïsme

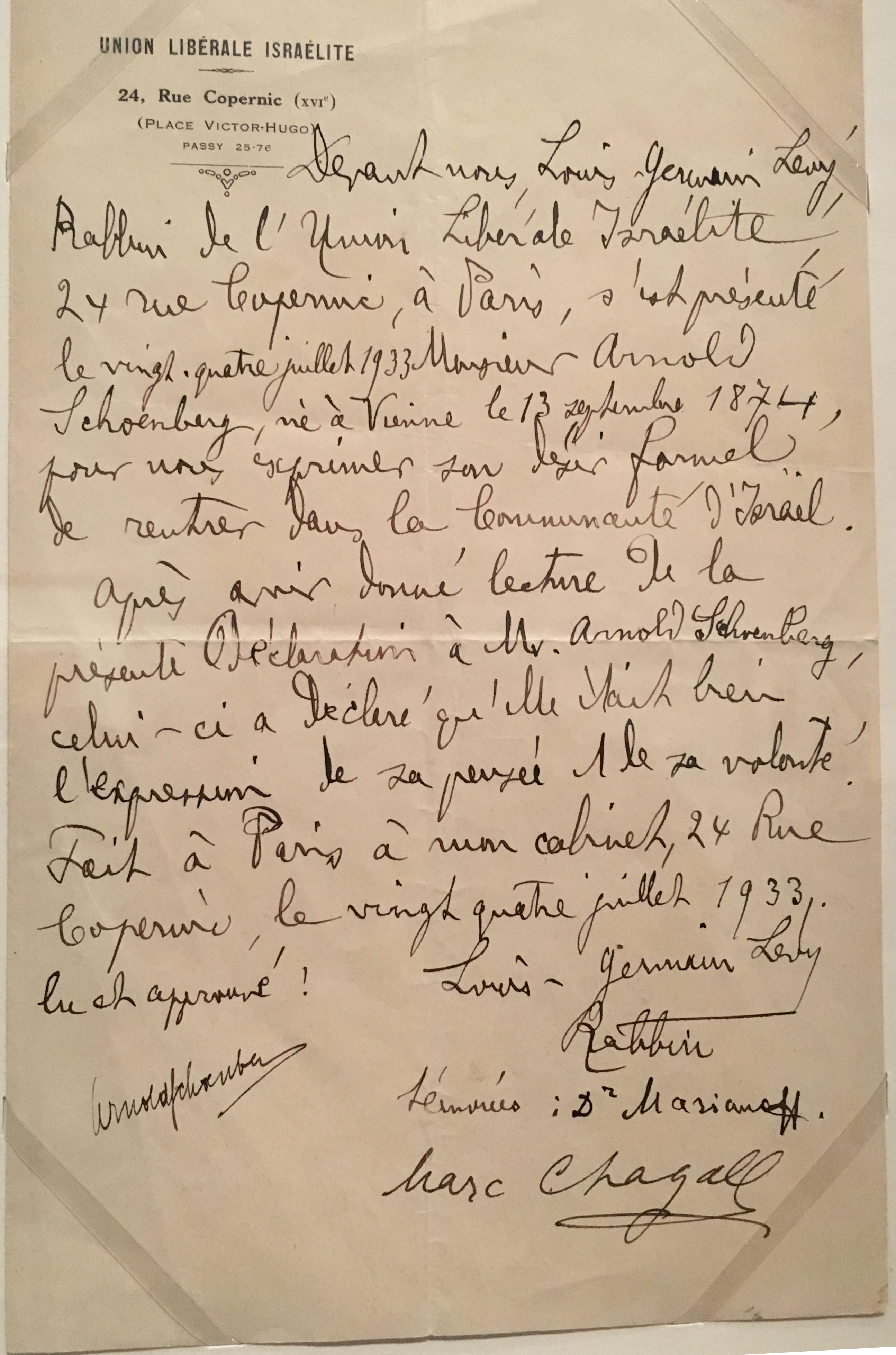
Document attestant le retour au judaïsme en 1933 d'Arnold Schönberg, Marc Chagall étant témoin

Converti au protestantisme en 1898, comme de nombreux juifs « arrivés » ayant choisi à l'époque l'assimilation, gage d'une certaine respectabilité, Schönberg dut néanmoins se préoccuper de l'antisémitisme, ce qui l'amena à repenser sa propre religion.
A priori, l'origine de Schönberg, compositeur on ne peut plus germanique de tradition, n'a pas d'intérêt musical. Or il est clair que des œuvres comme l'oratorio inachevé Die Jakobsleiter (l'échelle de Jacob), l'opéra inachevé Moses und Aron (Moïse et Aaron) – également superstitieux, Schönberg élimina le second a d'A(a)ron afin de ne pas se retrouver avec un titre de treize lettres – et la pièce de théâtre Der biblische Weg (le chemin biblique) marquent l'évolution et l'approfondissement de son interrogation.
Face à la montée de l'antisémitisme, qu'il subit lui-même, bien que converti, lors d'un séjour en vacances à Mattsee en 1921, il devient, surtout à partir de 1923, de plus en plus amer et virulent. En 1933, il se reconvertit au judaïsme à la synagogue de la rue Copernic, à Paris, avec comme témoin Marc Chagall.
Aux États-Unis il esquissera même un projet de sauvetage des juifs d'Europe et, pour le réaliser, évoquera même la possibilité d'abandonner la musique ; mais ce projet ne se réalisera pas. Au cours de la dernière décennie de sa vie, il tentera de proposer un nouveau type de liturgie juive, et même une reformulation complète de certaines prières (le Kol Nidré, prière qui ouvre le Yom Kippour). Il sera très enthousiaste lors de la création de l'État d'Israël en 1948, composant pour la circonstance : Dreimal tausend Jahre opus 50a (Trois fois mille ans) et une cantate qui restera inachevée Israel exists again (Israël existe à nouveau),.

## Autres centres d'intérêt

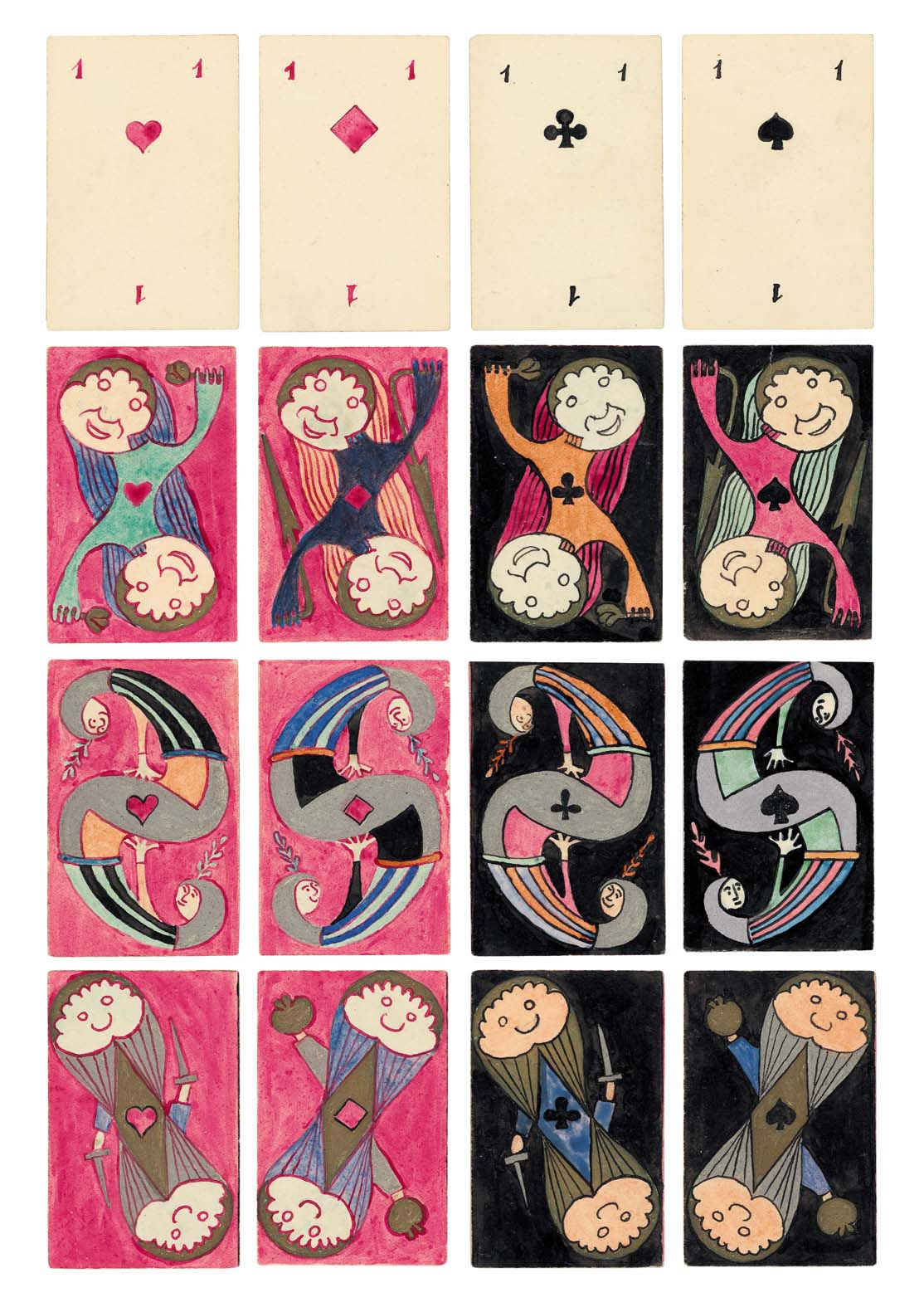
Ensemble de cartes à jouer conçu par Schoenberg

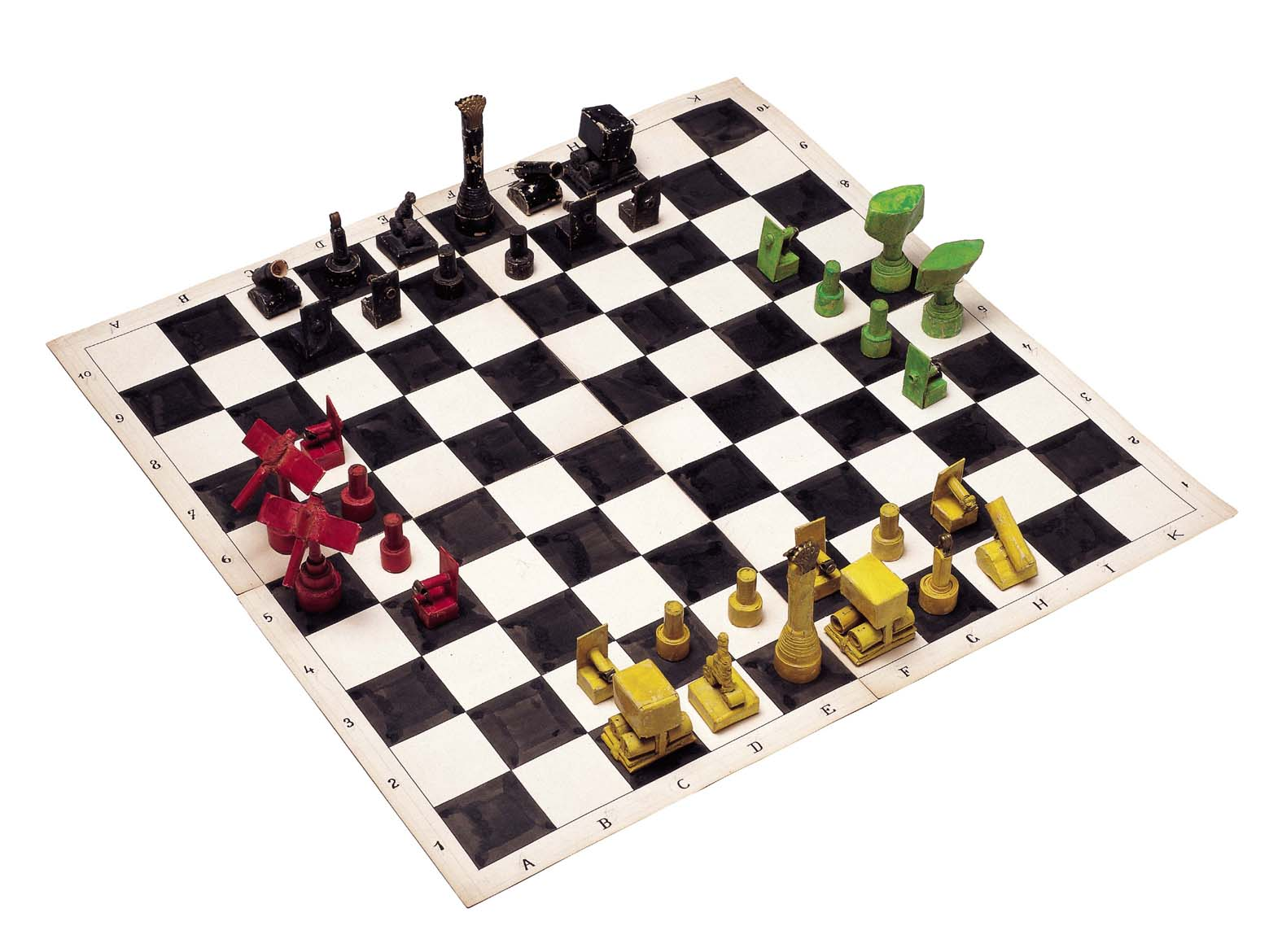
Jeu d'échecs conçu par Schönberg

Outre ses œuvres et essais portant sur la situation sociale et historique du peuple juif, Schönberg écrivit de nombreux ouvrages : des pièces de théâtre, de la poésie, des ouvrages théoriques sur la musique (le célèbre Traité d'harmonie). Il entretenait également une abondante correspondance, dont le ton désarçonne quelquefois par sa méfiance ou sa virulence.
Schoenberg conçut dans les années 1920, un (al) jeu d'échecs de la coalition appelée « variante d'échecs pour quatre joueurs » ; aussi un ensemble de cartes à jouer ou une machine à écrire la musique, tactile, en 1909, une méthode documentaire pour le jeu de tennis pour lequel il se passionnait, des modèles de meubles…

### Peinture
Schönberg fut aussi un peintre suffisamment accompli pour que ses œuvres soient présentées aux côtés de peintures de Franz Marc et de Vassily Kandinsky. Il peignit en particulier de nombreux autoportraits, dont un, assez étonnant, de dos.

Enfin, Schönberg fut un joueur de tennis amateur passionné. Voisin de George Gershwin, il aimait à aller le défier sur son court.

Quelques œuvres picturales d'Arnold Schönberg
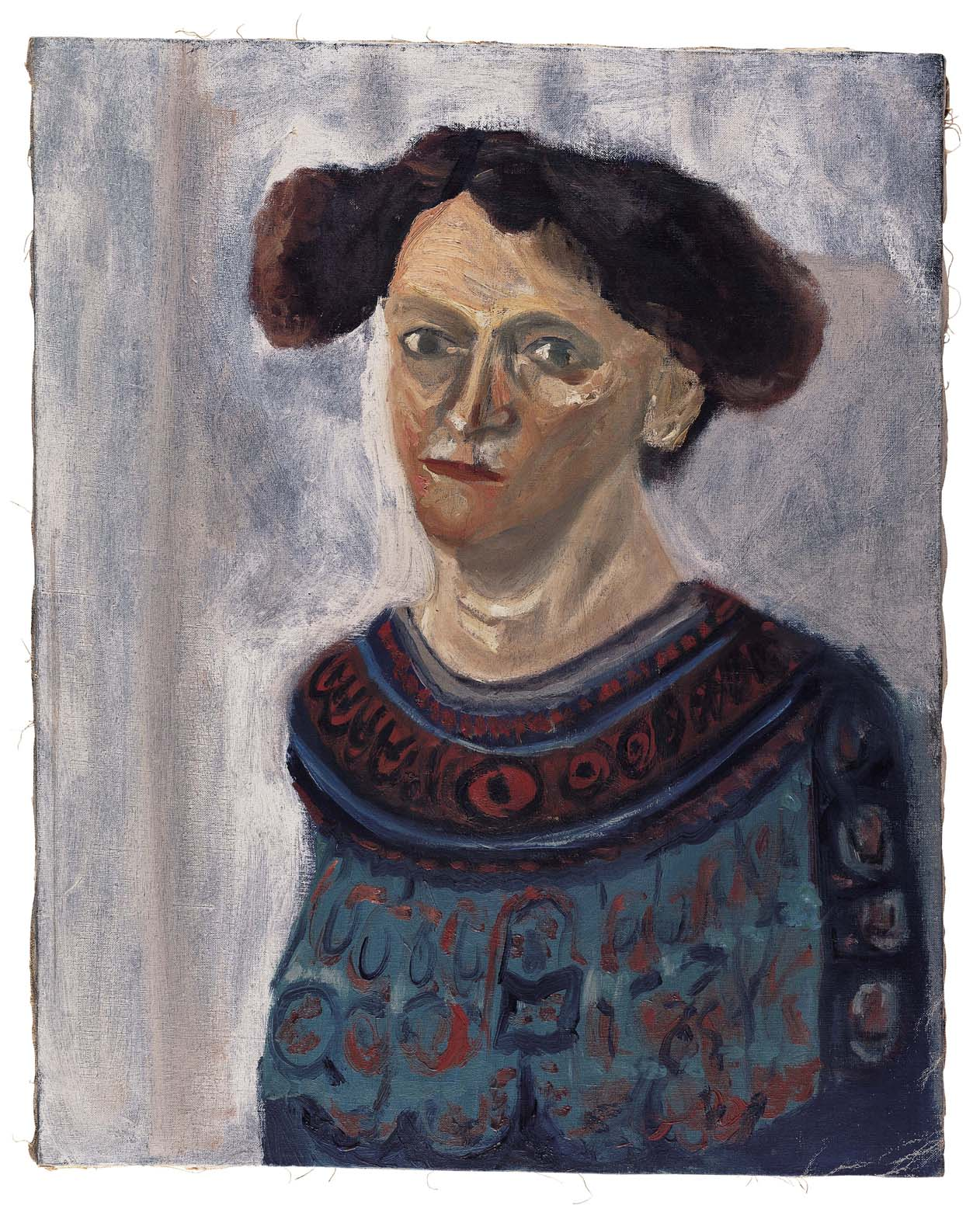
Weibliches Portrait, 1910
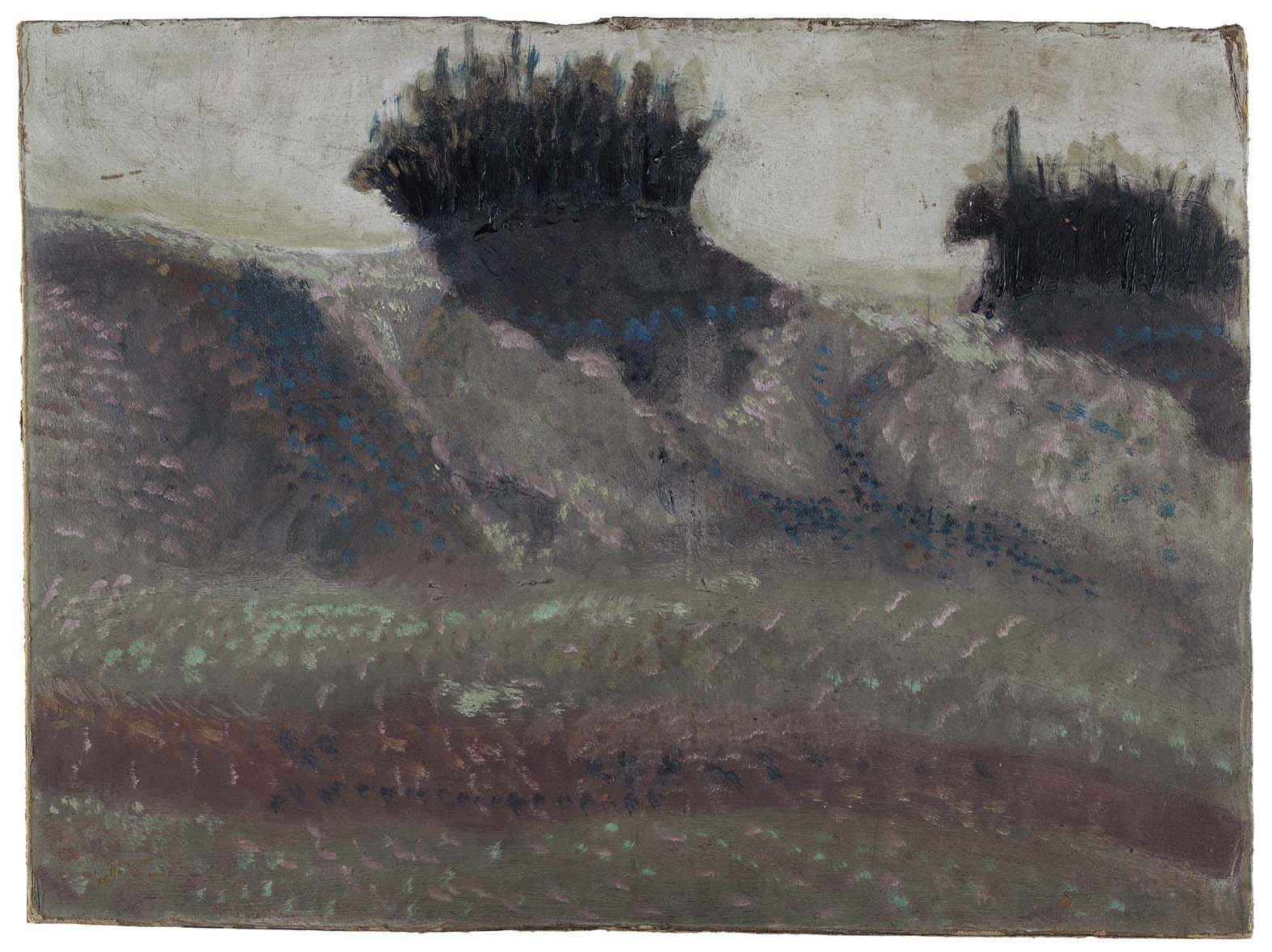
Landschaft, 1910
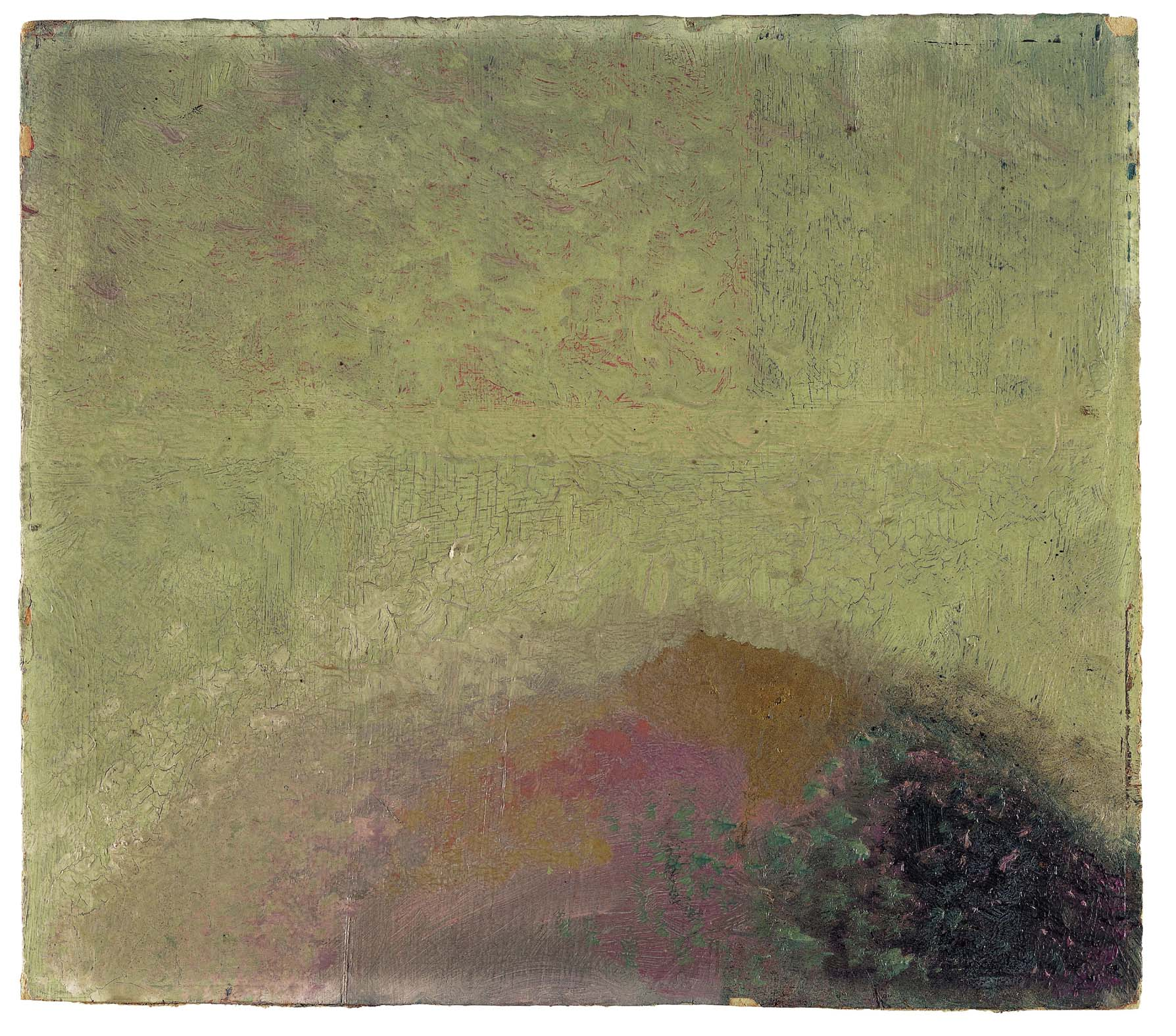
Denken, 1910
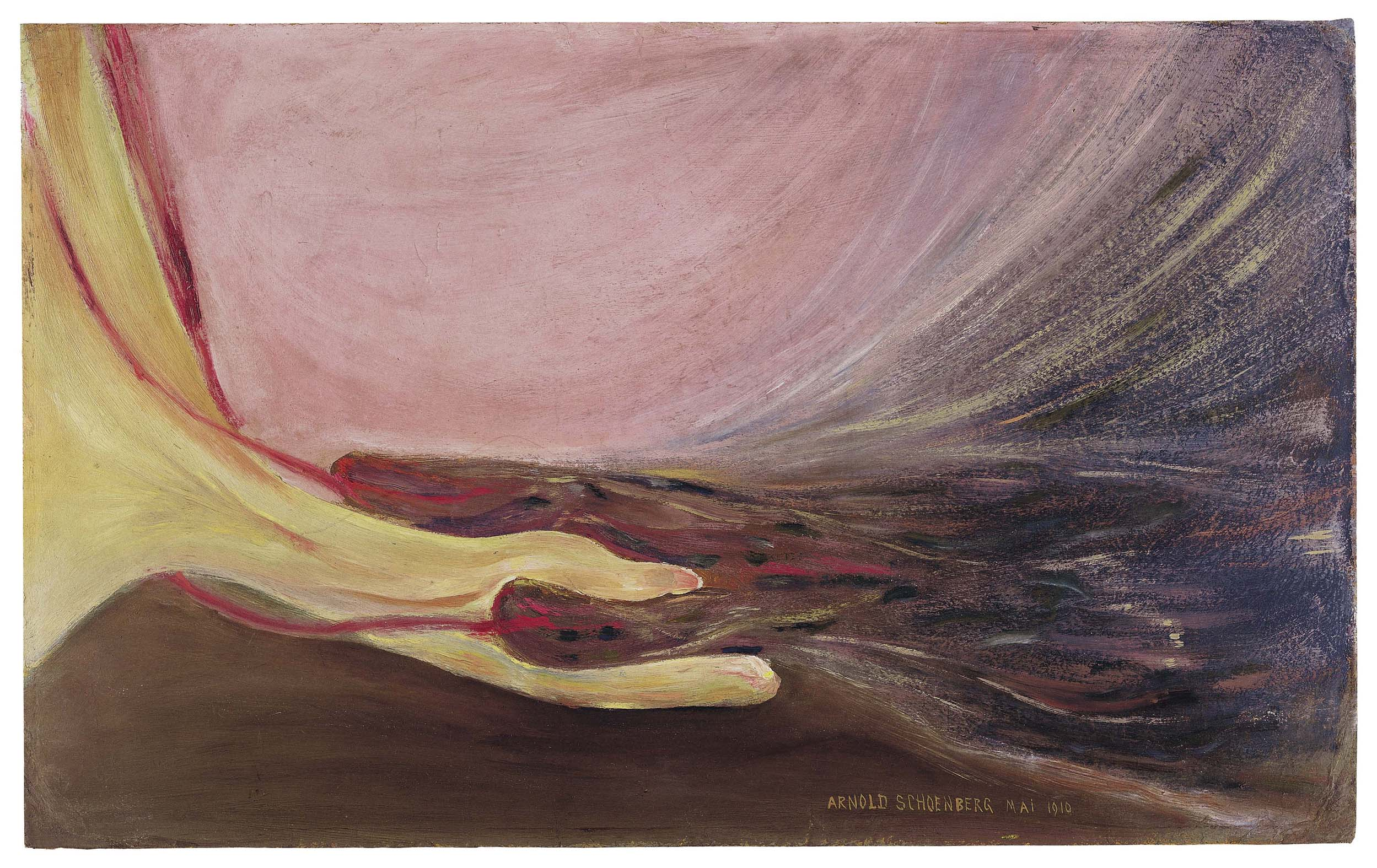
Bund, mai 1910
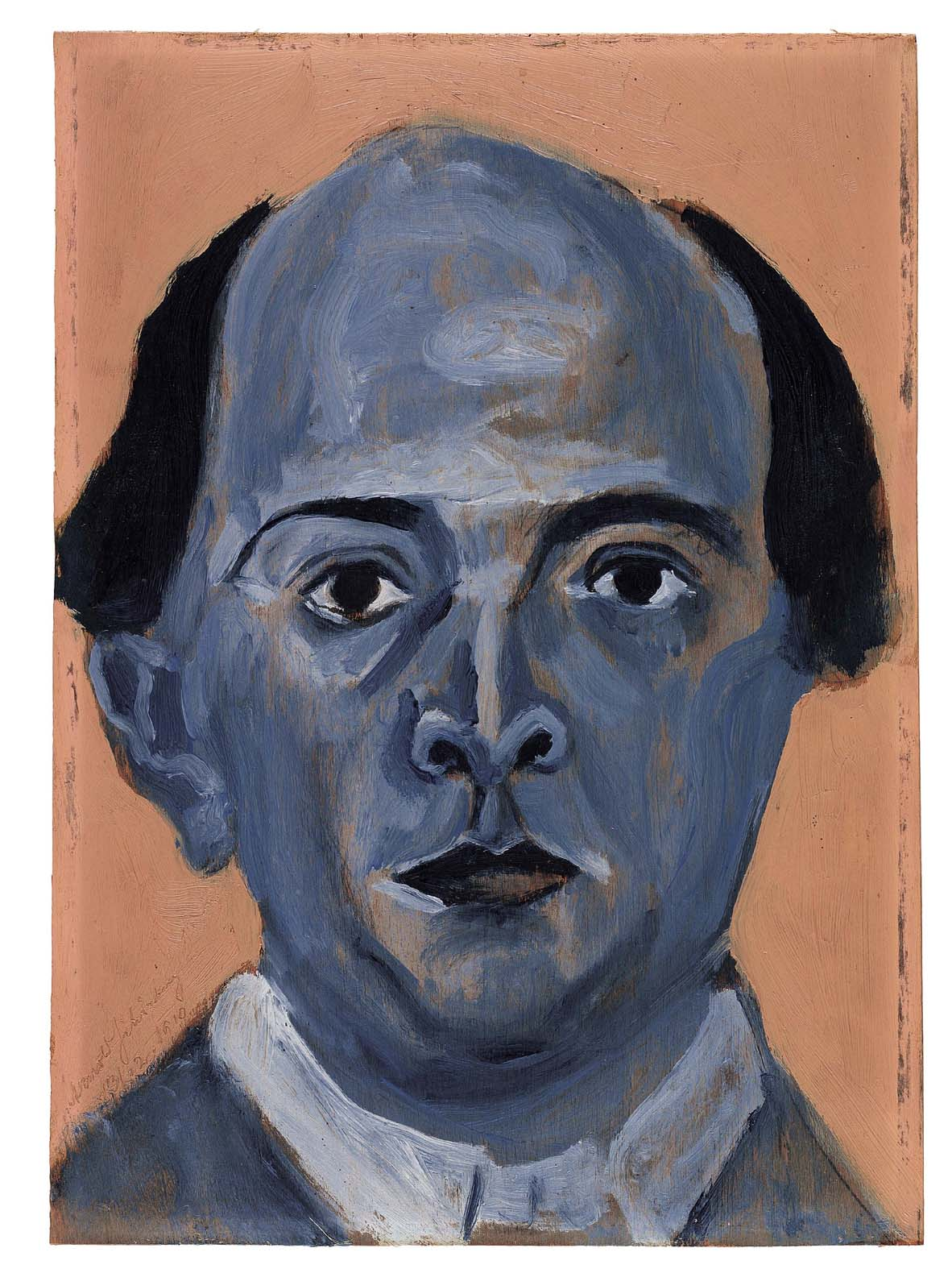
Autoportrait bleu, 1910

## Docteur Faustus
La méthode de composition développée par Schönberg servit d'ailleurs, par le truchement d'Adorno, d'inspiration à celle inventée par Adrian Leverkühn, le héros du roman Le Docteur Faustus de Thomas Mann, écrit à l'époque où tous les trois vivaient en relatif voisinage dans l'exil californien. Le compositeur poursuivra le romancier et le philosophe de sa vindicte, accusant l'un et l'autre de l'avoir « pillé », de s'être « appropriés indûment » son invention. Les tentatives de conciliation de Mann, notamment une dédicace explicite dès le second tirage, s'avérèrent infructueuses. À la question de savoir pourquoi il n'avait pas crédité également Hauer de l'invention de la méthode de composition à douze tons, Mann répondra en substance : « Il ne fallait pas faire mourir le vieux colérique. »

## Honneurs

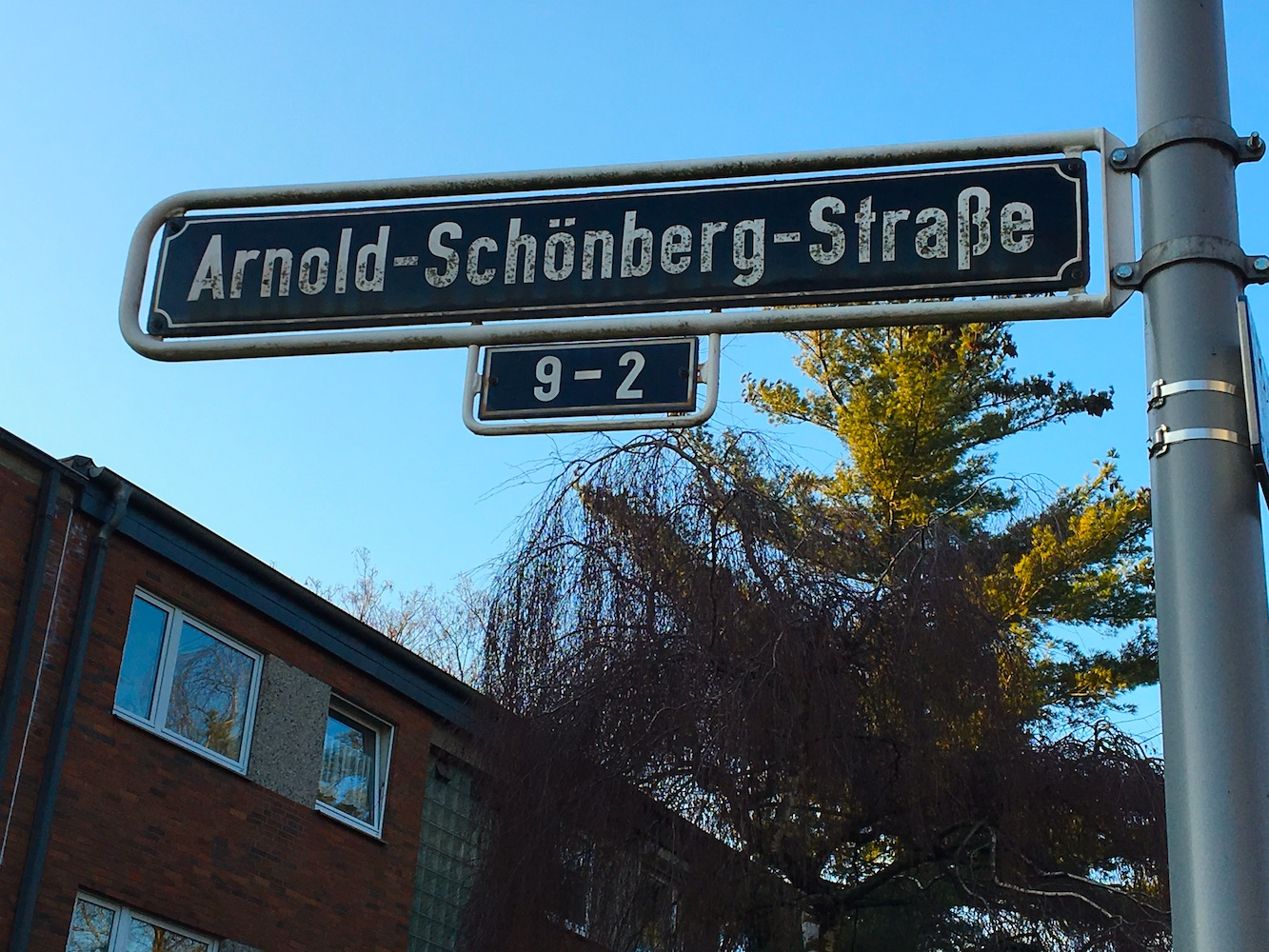
Rue Arnold Schoenberg à Urdenbahe à Düsseldorf (Allemagne)

Plusieurs lieux rendent hommage à Arnold Schönberg : en 1952, son nom est donné à une place à Vienne à Penzing, orthographié Schönberg ; un jardin à Berlin-Weißensee (1998), une rue à Düsseldorf ou Munich (Allemagne) ; des rues dans plusieurs villes d'Autriche, en Suisse ou en Israël ; un square à Barcelone (Espagne) ; une rue à Amsterdam, Almere ou Utrecht (Pays-Bas) ; une rue à Guyancourt ou Bures-sur-Yvette, une place à Lyon (France).
En astronomie, sont nommés en son honneur Schoenberg, un cratère de la planète Mercure, et (4527) Schoenberg, un astéroïde de la ceinture principale d'astéroïdes.
Des instituts portent son nom notamment Arnold Schönberg Center (de) à Vienne, qui est un référentiel culturel de l'œuvre et de l'héritage de Schönberg, ou à Berlin.
Sa maison natale de Mödling est devenue un musée ouvert au public depuis 1999.
Schönberg est également mécène du Prix Arnold-Schoenberg (de) décerné depuis 2001 pour récompenser l'œuvre d'une vie artistique.

## Œuvres

### Liste complète par numéro d'opus
- Opus 1 : 2 Gesänge pour baryton (1898)
- Opus 2 : 4 Lieder (1899)
- Opus 3 : 6 Lieder (1899/1903)
- Opus 4 : Verklärte Nacht (La Nuit transfigurée) pour sextuor à cordes (1899)
- Opus 5 : Pelleas und Melisande (Pelléas et Mélisande), poème symphonique (1902/03)
- Opus 6 : 8 Lieder pour soprano (1903/05)
- Opus 7 : Quatuor à cordes no 1, en ré mineur (1904/05)
- Opus 8 : 6 Lieder avec orchestre (1903/05)
- Opus 9 : Kammersymphonie no 1, en mi majeur (1906)
- Opus 10 : Quatuor à cordes no 2 en fa dièse mineur (1907/08)Ensemble de la première du Pierrot Lunaire d'A. Schoenberg à la chambre Berliner Choralion. Collaborateurs : Albertine Zehme (récitation), Hans W. de Vries (flûte), Karl Essberger (clarinette), Jakob Malinjak (violon), Hans Kindler (violoncelle), Eduard Steuermann (piano), 16 octobre 1912.

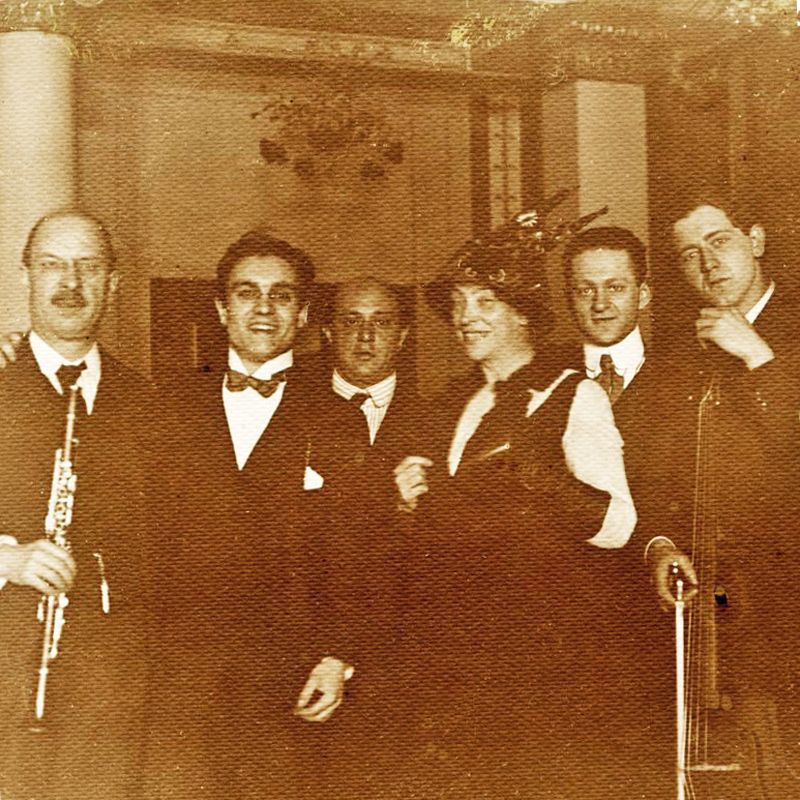
Ensemble de la première du Pierrot Lunaire d'A. Schoenberg à la chambre Berliner Choralion. Collaborateurs : Albertine Zehme (récitation), Hans W. de Vries (flûte), Karl Essberger (clarinette), Jakob Malinjak (violon), Hans Kindler (violoncelle), Eduard Steuermann (piano), 16 octobre 1912.

- Opus 11 : Drei Klavierstücke (Trois pièces), pour piano (février-août 1909, publication en 1910 ; le no 3 a été révisé en 1924)
- Opus 12 : 2 Balladen (1906)
- Opus 13 : Friede auf Erden (1907)
- Opus 14 : 2 Lieder (1907/08)
- Opus 15 : 15 Gedichte aus Das Buch der hängenden Gärten de Stefan George (1908/09)
- Opus 16 : Fünf Orchesterstücke (1909)
- Opus 17 : Erwartung, monodrame (opéra) en un acte, pour soprano et orchestre (1909)
- Opus 18 : Die glückliche Hand, drame (opéra en un acte) avec musique, pour voix et orchestre (1910/13)
- Opus 19 : Sechs kleine Klavierstücke (Six petites pièces pour piano) (1911, publication en 1913)
- Opus 20 : Herzgewächse pour soprano (1911)
- Opus 21 : Pierrot lunaire (1912)
- Opus 22 : Vier lieder für orchester (1913/16)
- Opus 23 : 5 Stücke (Cinq pièces), pour piano (1920-1923, publication en 1923)
- Opus 24 : Serenade (1920/23)
- Opus 25 : Suite pour piano (1921/24, publication en 1925)
- Opus 26 : Quintette pour vents (1924)
- Opus 27 : 4 Stücke (1925)
- Opus 28 : 3 Satiren (1925/26)
- Opus 29 : Suite, pour septuor (1925)
- Opus 30 : Quatuor à cordes nº 3 (1927)
- Opus 31 : Variations pour orchestre (1926/28)
- Opus 32 : Von heute auf morgen opéra en un acte (1928-29), sur un livret de Max Blonda, pseudonyme de la seconde femme de Schönberg, Gertrud.
- Opus 33 : 2 Stücke für Klavier (Deux pièces pour piano), Op. 33a (1928-29, publication en 1929) et 33b (1931, publication en 1932)
- Opus 34 : Begleitmusik zu einer Lichtspielszene (1930)
- Opus 35 : 6 Stücke pour chœur d'hommes (1930)
- Opus 36 : Concerto pour violon (1934/36)
- Opus 37 : Quatuor à cordes no 4 (1936)
- Opus 38 : Kammersymphonie no 2, mi bémol mineur (1906/39)
- Opus 39 : Kol nidre pour chœur et orchestre (1938)
- Opus 40 : Variations sur un récitatif pour orgue (1941)
- Opus 41: Ode pour Napoléon Bonaparte pour voix, piano et quatuor à cordes (1942)
- Opus 42 : Concerto pour piano (1942)
- Opus 43a : Thème et variations pour orchestre (1943)
- Opus 44 : Prélude à la Genèse, Suite pour chœur et orchestre (1945)
- Opus 45 : Trio à cordes (1946)
- Opus 46 : Un survivant de Varsovie (1947)[18]
- Opus 47 : Fantaisie pour violon et piano (1949)

- Opus 48 : Drei lieder (1933)
- Opus 49 : Drei lieder (1948)

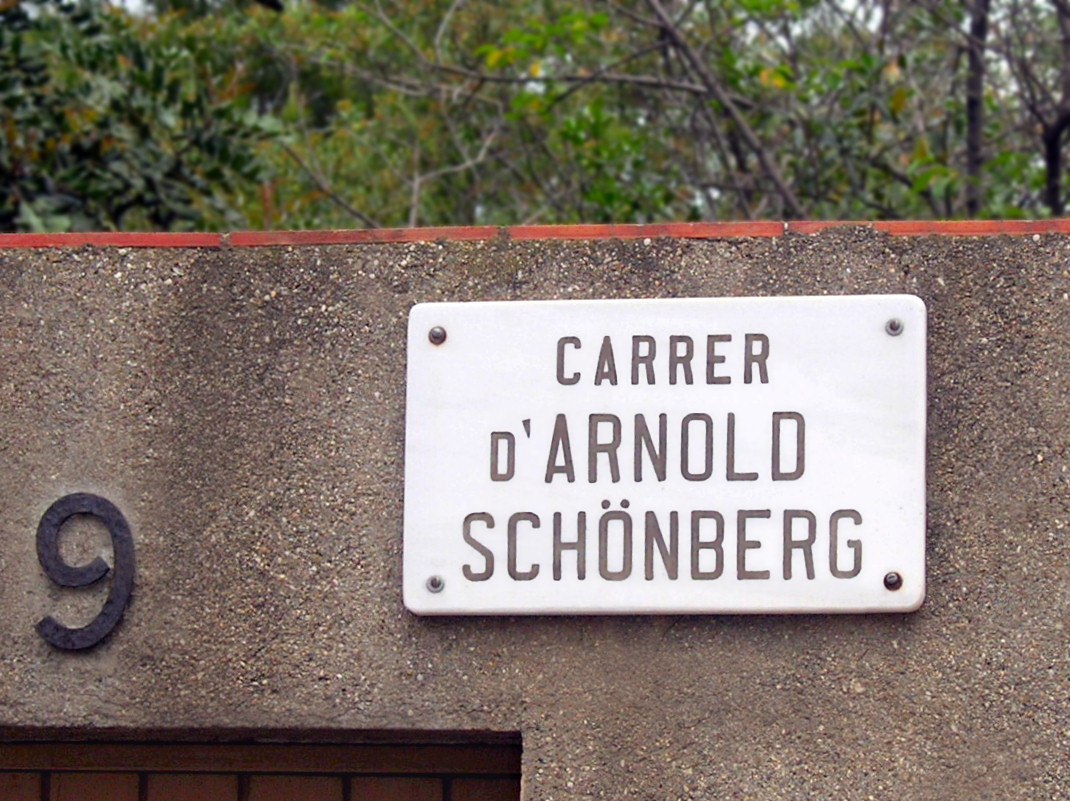
Rue à son nom à Barcelone rappelant son séjour en 1929.

- Opus 50a : Dreimal tausend Jahre (1949)
- Opus 50b : Psaume 130 « De profundis » (1950)
- Opus 50c : Psaume moderne (1950, inachevé)

### Sans numéro d'opus
- Gurre-Lieder (1900-1913)
- L'Échelle de Jacob, oratorio pour solistes, chœur et orchestre (1917-22, inachevé)
- Moses und Aron, opéra en trois actes (1930-32, inachevé)
- Suite en sol majeur pour orchestre à cordes (1934)

## Écrits

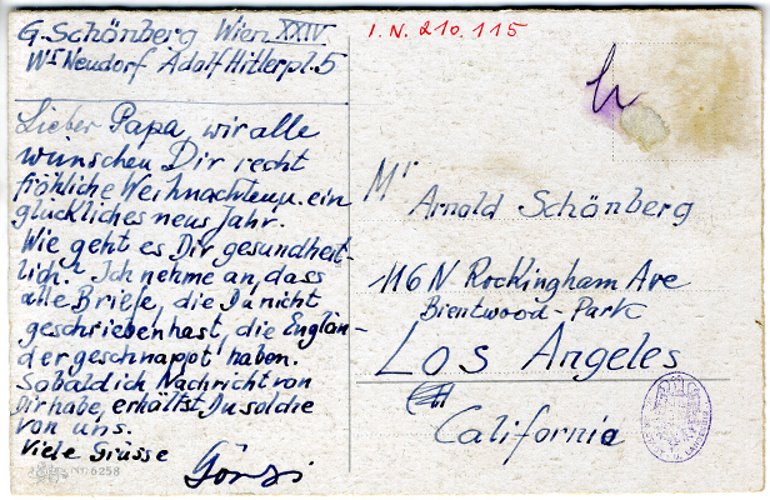
Carte de Noël au compositeur A. Schoenberg par son fils George, 1940.

- Fonctions structurelles de l'harmonie (Structural functions of harmony, 1954, 1969), édition révisée, traduction, introduction et commentaires de Bernard Floirat, préface de Nicolas Meeùs, collection Musique Recherches sous la direction de Jean-Jacques Nattiez et Jean-Michel Bardez, Sampzon, Delatour France, 2017 (30 p., 230 p.) ;
- Fondements de la composition musicale - Manuel de composition musicale (Fundamentals of musical composition, 1967), traduction de Dennis Collins, annotations de Jean-Loup Cataldo, collection Pedago, Rousset, Mediamusique, 2013 (308 p.) ;
- Le style et l’idée (Style and Idea, 1950, 1951, 1975), traduction française de Christiane de Lisle, Paris, Buchet-Chastel, 1994 (389 p.) ;
- Traité d'harmonie (Harmonielehre, 1911, 1922), traduit et présenté par Gérard Gubish, collection Pédago, Rousset, Mediamusique, 2008 (592 p.) ;
- (en) Arnold Schoenberg Self-Portrait, a collection of articles program notes and letters by the composer about his own works, edited by Nuria Schoenberg Nono, Belmont Music Publishers, Pacific Palisades, 1988 (128 p.) ;
- (en) Coherence, Counterpoint, Instrumentation, Instruction in Form (Zusammenhang, Kontrapunkt, Instrumentation, Formenlehre), traduction anglaise de Charlotte M. Cross et Severine Neff, Lincoln et London, University of Nebraska Press, 1994 (72 p., 135 p.) ;
- Modèles pour les débutant en composition, édition révisée et augmentée, traduction et commentaires de Bernard Floirat, collection Musique Recherches sous la direction de Jean-Jacques Nattiez et Jean-Michel Bardez, Sampzon, Delatour France, 2024.(en) Models for Beginners in Composition (1942, 1943, 1972), nouvelle édition revue et corrigée par Gordon Root, Oxford University Press, collection Schoenberg in Words, volume 2, 2016 (264 p.) ;
- (en) Preliminary exercises in counterpoint (1963, 1964), édition revue et corrigée par Severine Neff, Schoenberg on Counterpoint, Oxford University Press, collection Schoenberg in Words, volume 3 ;
- (en) Schoenberg’s Program Notes and Musical Analyses, textes réunis par J. Daniel Jenkins, collection Schoenberg in Words, volume 5, Oxford University Press, 2016 (504 p.) ;
- (en)The Musical Idea and the Logic, Technique, and Art of its Presentation (Musikalische Gedanke und die Logik, Technik und Kunst seiner Darstellung), traduction anglaise de Patricia Carpenter et Severine Neff, New York, Colombia University Press, 1995 (462 p.).

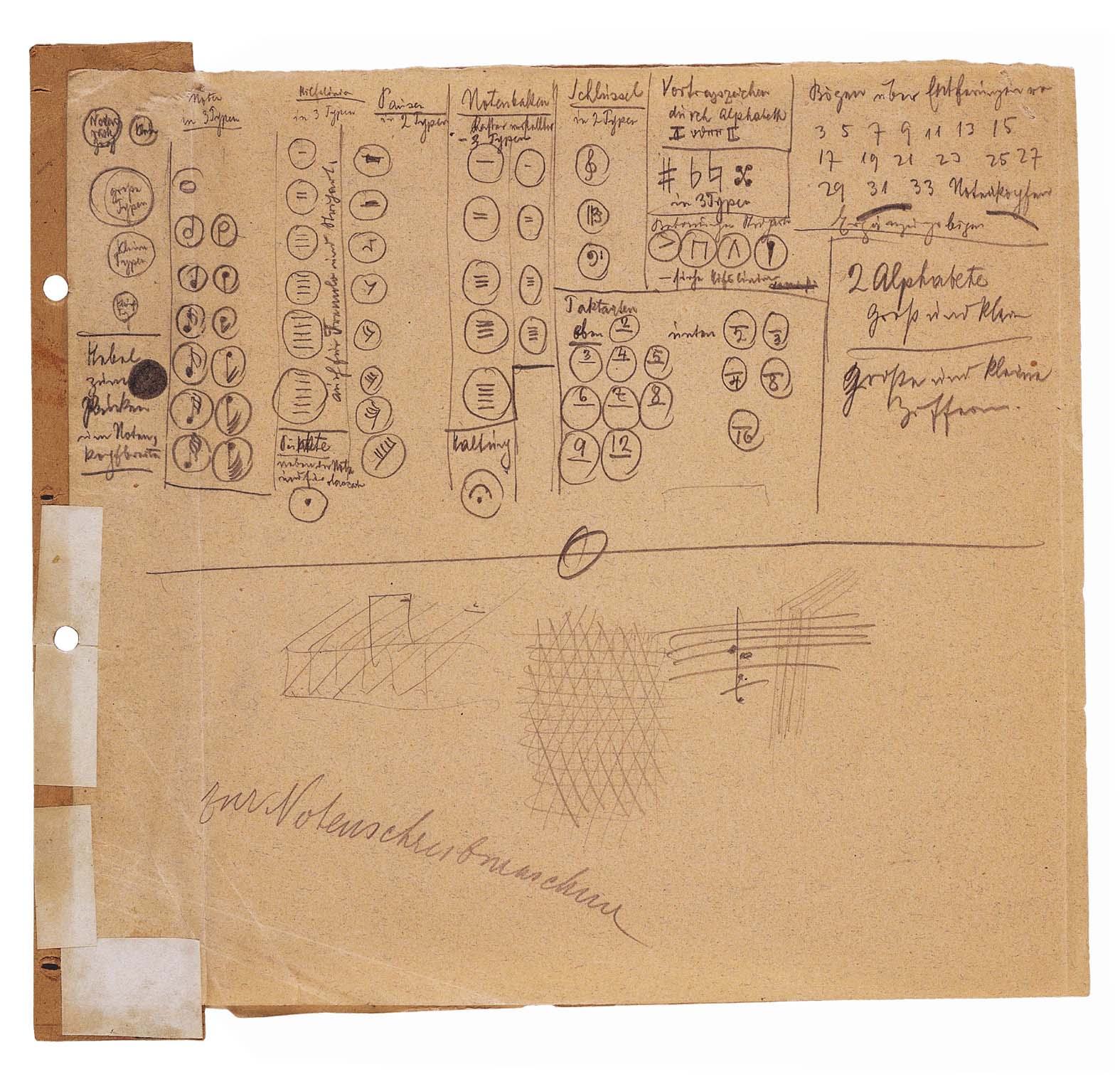
Projet d'une machine à écrire tactile par A. Schoenberg, 1909

## Discographie
- Moses und Aron par Georg Solti, avec Franz Mazura et Philip LangridgeKammersymhonie 9
- Moses und Aron par Michael Gielen
- Pierrot lunaire et Le livre des jardins suspendus, par Jan DeGaetani
- Pierrot lunaire et Erwartung par Pierre Boulez (Sony)
- Erwartung et Brettl-Lieder par Jessye Norman et James Levine (Philips Classics)
- Le livre des jardins suspendus par Brigitte Fassbaender (EMI)
- L'échelle de Jacob par Kent Nagano
- Gurre-Lieder par Seiji Ozawa avec Jessye Norman (Philips)
- Gurre-Lieder par Giuseppe Sinopoli
- L'Œuvre chorale, par Pierre Boulez (Sony)
- Symphonies de chambre nº 1 et nº 2 et Concerto pour piano par Michael Gielen et Alfred Brendel
- Concerto pour violon par Esa-Pekka Salonen et Hilary Hahn (Deutsche Grammophon)
- Concerto pour violon par Rafael Kubelík et Zvi Zeitlin (Deutsche Grammophon)
- Concerto pour violoncelle par Yo-Yo Ma et l'Orchestre symphonique de Boston dirigé par Seiji Ozawa
- Cinq Pièces pour orchestre par Hans Rosbaud
- La Nuit transfigurée (Verklärte Nacht) (version originale pour sextuor), par le Quatuor de Hollywood (Testament)
- Nuit Transfigurée par l'Ensemble intercontemporain, sous la direction de Pierre Boulez (Sony Classical)
- Nuit transfigurée (version pour orchestre), Pelléas et Mélisande, Variations pour orchestre par Herbert von Karajan (Deutsche Grammophon)
- Pelléas et Mélisande, Variations pour Orchestre et La Nuit Transfigurée par Bruno Maderna
- Nuit Transfigurée (transcription pour piano) par Michel Gaechter. Tamino SPM 1670 380 CD (2002) EdiSonSpm.
- Œuvres pour piano par Maurizio Pollini (Deutsche Grammophon)
- L'Œuvre pour piano, par Glenn Gould (Sony)
- Intégrale de l'œuvre pour piano par Michel Gaechter (Éditions sonores SPM[19])
- Quatuors à cordes par le Quatuor LaSalle (Deutsche Grammophon)

## Filmographie
Les cinéastes Jean-Marie Straub et Danièle Huillet ont porté à l'écran trois pièces de Schönberg :
- Einleitung zu Arnold Schoenbergs „Begleitmusik zu einer Lichtspielscene“ (Introduction à la « Musique d’accompagnement pour une scène de film » d'Arnold Schoenberg, d'après Schönberg et Brecht, 16 mm, couleur & noir et blanc, 15 min, 1973.
- Moïse et Aaron (Moses und Aron), 35 mm et 16 mm, couleur, 105 min, 1975.
- Du jour au lendemain (Von heute auf morgen), 35 mm, noir et blanc, 62 min, 1997.

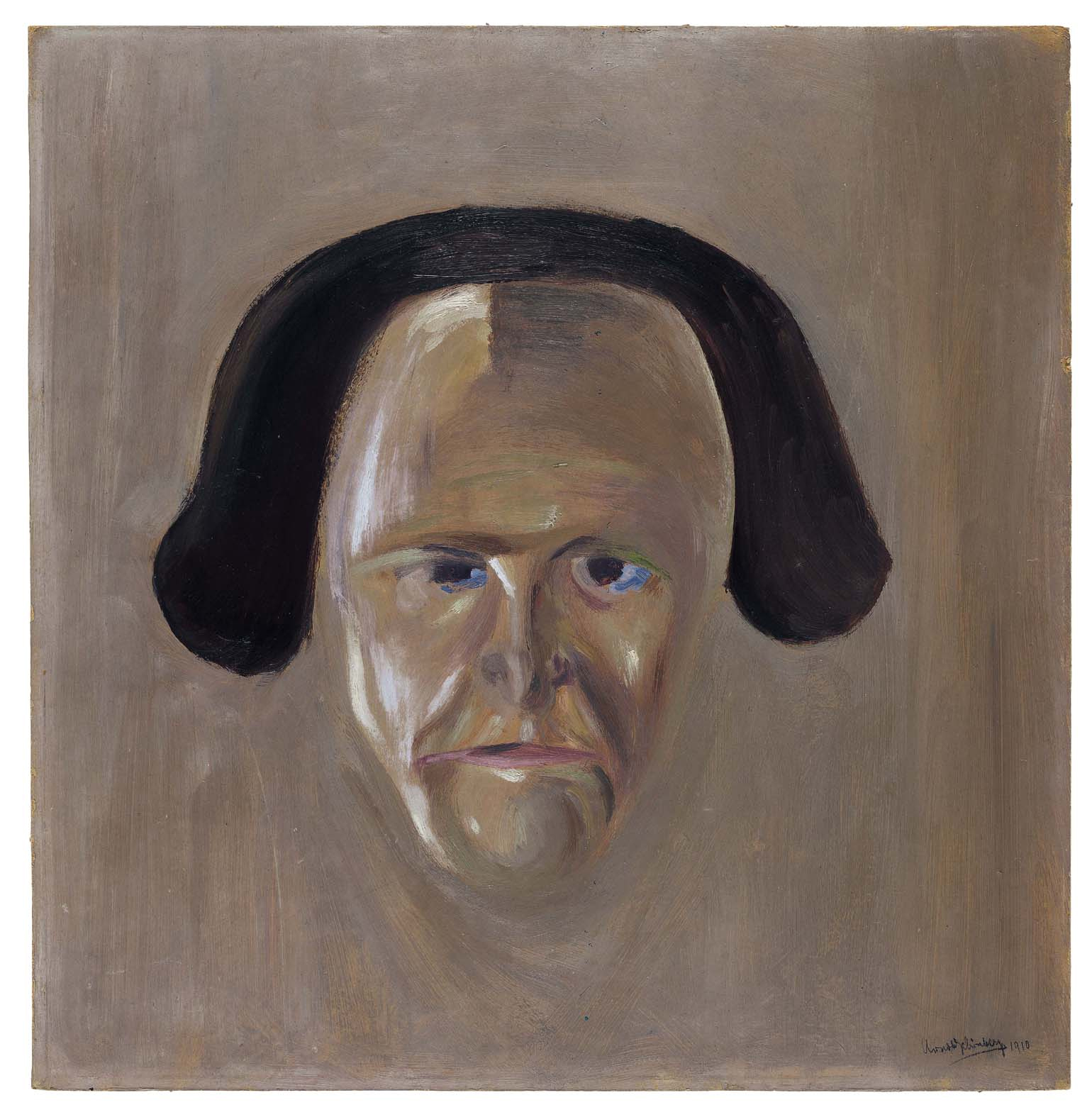
Portrait de G. Mahler par A. Schönberg, 1910

## Expositions (peinture)
- 2016 : Arnold Schönberg. Peindre l'âme. Musée d'art et d'histoire du judaïsme, Paris, 28.09.2016 - 29.01.2017

### Bibliographie

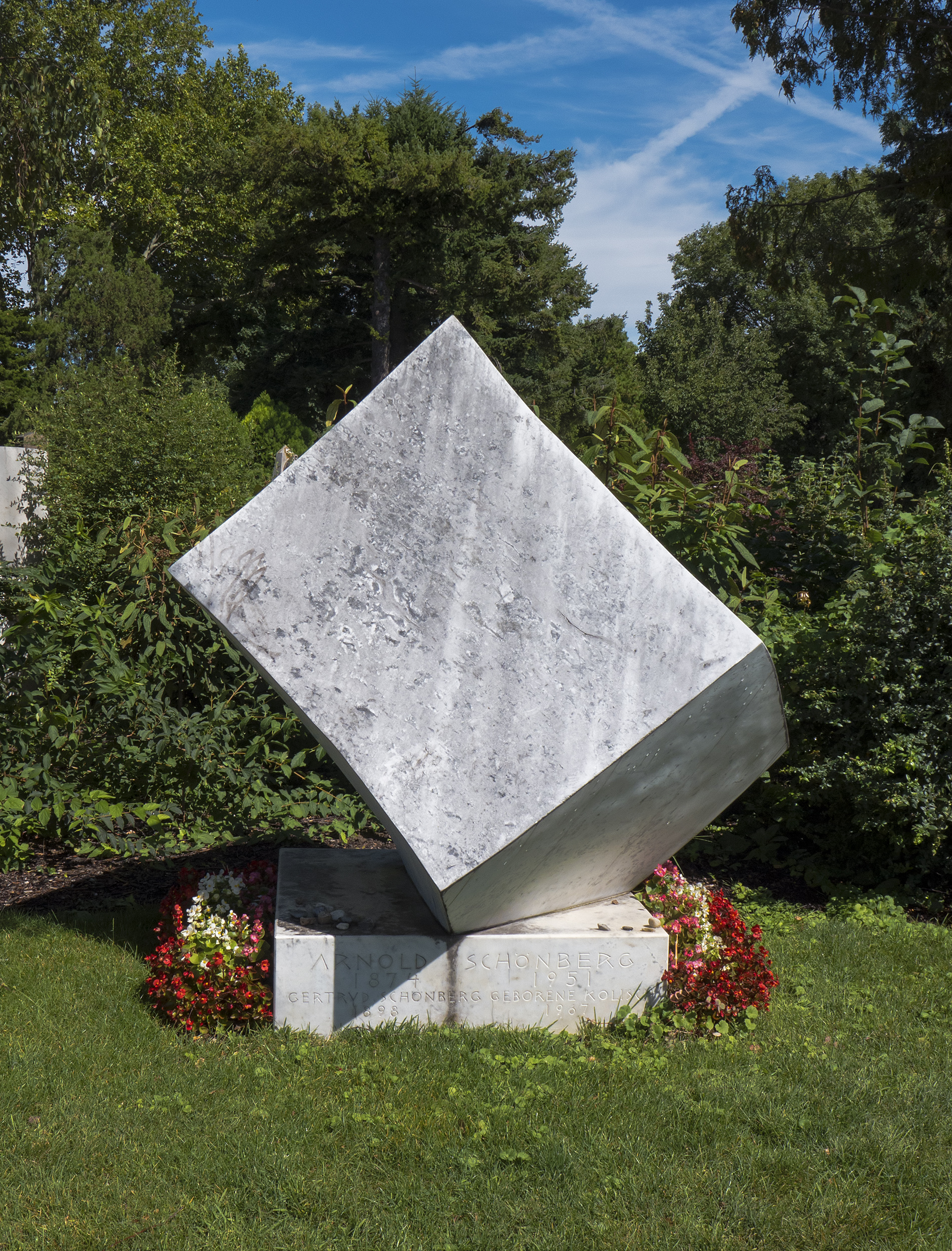
Tombe de A. Schoenberg au (al) cimetière central de Vienne 11 (Autriche).

#### Bases de données et dictionnaires
- Site officiel
- Ressources relatives à la musique :   - International Music Score Library Project
  - AllMusic
  - Bait La Zemer Ha-Ivri
  - Bayerisches Musiker-Lexikon Online
  - BRAHMS
  - Carnegie Hall
  - Discography of American Historical Recordings
  - Discogs
  - Grove Music Online
  - MusicBrainz
  - Muziekweb
  - Répertoire international des sources musicales
  - Songkick
  - VGMDb
- Ressources relatives aux beaux-arts :   - Académie des arts de Berlin
  - AGORHA
  - Artists of the World Online
  - Bénézit
  - Delarge
  - Grove Art Online
  - Musée d'Orsay
  - RKDartists
  - Union List of Artist Names
- Ressources relatives au spectacle :   - Archives suisses des arts de la scène
  - Les Archives du spectacle
  - Internet Broadway Database
  - Kunstenpunt
- Ressources relatives à l'audiovisuel :   - AllMovie
  - Allociné
  - Filmportal
  - IMDb
- Ressource relative à plusieurs domaines :   - Radio France
- Ressource relative à la recherche :   - Isidore
- Notices dans des dictionnaires ou encyclopédies généralistes :   - American National Biography
  - Britannica
  - Brockhaus
  - Den Store Danske Encyklopædi
  - Deutsche Biographie
  - Enciclopedia italiana
  - Enciclopedia De Agostini
  - Enciclopédia Itaú Cultural
  - Gran Enciclopèdia Catalana
  - Hrvatska Enciklopedija
  - Internetowa encyklopedia PWN
  - Nationalencyklopedin
  - Munzinger
  - Store norske leksikon
  - Treccani
  - Universalis
  - Visuotinė lietuvių enciklopedija
- Notices d'autorité :   - VIAF
  - ISNI
  - BnF (données)
  - IdRef
  - LCCN
  - GND
  - Italie
  - Japon
  - CiNii
  - Espagne
  - Belgique
  - Pays-Bas
  - Pologne
  - Israël
  - NUKAT
  - Catalogne
  - Suède
  - Vatican
  - WorldCat